# Rubus incanescens
Rubus incanescens är en rosväxtart som först beskrevs av Dc., och fick sitt nu gällande namn av Antonio Bertoloni. Rubus incanescens ingår i släktet rubusar, och familjen rosväxter. Utöver nominatformen finns också underarten R. i. brevistamineus.